# Ammothea longispina
Ammothea longispina là một loài nhện biển trong họ Ammotheidae. Loài này thuộc chi Ammothea. Ammothea longispina được miêu tả khoa học năm 1932 bởi Gordon.